# 前田正明
前田 正明（まえだ まさあき、1932年3月3日 - 2015年10月17日）は、西洋美術史学者。武蔵野美術大学名誉教授。専攻はギリシャ美術、西洋陶芸史。

## 経歴
大阪府出身。1961年学習院大学大学院西洋美術史修士課程修了、ギリシアのアテネ大学、1963年米国ミシガン大学に学ぶ。1977年から1979年まで東京大学医学部解剖学科研究生。
1974年、武蔵野美術大学助教授。1980年、教授。1999年7月退任、同年10月名誉教授。
2015年10月17日、肺炎のため死去。83歳没。

## 著書
- 『西洋陶磁物語』講談社 1980
- 『タイルの美 西洋編』TOTO出版 1992
- 『ギリシアの美術さ・え・ら』日貿出版社 1999
- 『西洋やきものの世界 誕生から現代まで』平凡社 1999
- 『西洋陶芸紀行』日貿出版社 2011

### 共著編・監修
- 『世界の博物館 7 ビクトリア王室博物館 ヨーロッパ伝統工芸とインテリア』編 講談社 1979
- 『ヨーロッパ陶磁名品図鑑 華麗なるアンティークの世界へ』監修・執筆 講談社 1989
- 『陶芸家の世界へ 土と炎と器への新しいアプローチ』監修 ベネッセコーポレーション 1998
- 『Enjoy Life洋食器のある生活』監修 小学館フォトカルチャー　1999
- 『マイセンの華 箱根マイセン庭園美術館所蔵』監修・序 櫻庭美咲本文 日貿出版社 2001
- 『ヨーロッパ宮廷陶磁の世界』櫻庭美咲共著 角川選書 2006
- 『マイセンの誘惑 村田朱実子-私の宝石箱  箱根マイセン庭園美術館所蔵』監修・序 日貿出版社 2007

翻訳
- スティーブン・R.ペック『オックスフォード美術解剖図説』雨宮恒雄共訳 岩崎美術社 1981

## 論文
- >前田正明